# Calymmaria rothi
Espèce
Calymmaria rothi est une espèce d'araignées aranéomorphes de la famille des Cybaeidae.

## Distribution
Cette espèce est endémique de Californie aux États-Unis,. Elle se rencontre dans les comtés de Napa, de Sierra, de Nevada et de Mariposa.

## Description
Les femelles mesurent de 5,27 à 7,75 mm et les mâles de 6,20 à 7,28 mm.

## Étymologie
Cette espèce est nommée en l'honneur de Vincent Daniel Roth.

## Publication originale
- Heiss & Draney, 2004 : Revision of the Nearctic spider genus Calymmaria (Araneae, Hahniidae). Journal Of Arachnology, vol. 32, no 3, p. 457-525 (texte intégral).